# Karl Pommerhanz
Karl Pommerhanz (* 6. Juni 1857 in Röchlitz bei Reichenberg, Kaisertum Österreich; † vermutlich um 1940 in München) war ein österreichischer Comiczeichner und -autor.

## Leben
Pommerhanz studierte in Prag. In den 1880er Jahren ging er nach München und begann 1886, für die Zeitschrift Fliegende Blätter zu zeichnen. Ab 1895 arbeitete Pommerhanz für die Meggendorfer Blätter von Lothar Meggendorfer, einem ehemaligen Kollegen bei den Fliegenden Blättern. Als der Herausgeber der Chicago Tribune 1906 das Experiment wagte, für den großen deutschstämmigen Bevölkerungsanteil eine von deutschen Zeichnern gestaltete Sonntagsbeilage herauszugeben, gehört neben Lyonel Feininger, Karl Staudinger und Meggendorfer auch Pommerhanz zu den beauftragten Zeichnern. Allerdings wurde dieses Experiment schon nach wenigen Wochen eingestellt. So zeichnete Pommerhanz bis 1919 für die Meggendorfer Blätter. Darüber hinaus war er für die Zeitschriften Fips, Der gute Kamerad und Blaubandwoche tätig. Pommerhanz’ Spur verliert sich um 1930. Sein Sterbedatum wird um 1940 vermutet. Als Sterbeort wird München angenommen.
Pommerhanz' Spezialität war der aus vier bis acht Bildern bestehende Gagstrip.

## Werke (Auswahl)
- Die „Herren“ Buben. Eßlingen / München 1902.
- O diese Buben! Enßlin & Laiblin, Reutlingen 1920.
- Pommerhanz-Album. Enßlin & Laiblin, Reutlingen 1921.
- Rob und Bert. Text: Wilhelm Widmann. Leipziger Graph. Werke, Leipzig 1925.
- O diese Jugend. Enßlin & Laiblin, Reutlingen 1925.
- Ruckels Abenteuer. A. Bergmann, Leipzig 1927.
- O diese Mädchen. Enßlin & Laiblin, Reutlingen 1929.
- Wilde Buben und Mädel. Enßlin & Laiblin, Reutlingen 1930.
- Lustige Streiche für Buben und Mädel. Enßlin & Laiblin, Reutlingen 1934.
- O diese Bösen. Enßlin & Laiblin, Reutlingen 1962.